# Çalxanqala
Çalxanqala è un comune dell'Azerbaigian situato nel distretto di Kəngərli.